# Лабендзкий, Адам
Адам Лабендзкий (пол. Adam Łabędzki; род. 22 сентября 1972, Косьцян) — польский спортсмен, участник соревнований по спидвею и гонкам на катерах.

## Спидвейная карьера
Выступал за команду «Уния» (Лешно). Был серебряным медалистом чемпионата Польши по спидвею среди юниоров в 1991 году и серебряном медалистом чемпионата Польши по спидвею в 1996 году. Закончил карьеру в 2003 году.

## Гонки на катерах
Как гонщик на катерах стал в 2005 году чемпионом Европы в классе T-550 (все медали в этом классе завоевали тогда поляки). Стал чемпионом также в 2006 году, но был лишён звания после технического контроля лодки. В том же 2006 году стал чемпионом мира в классе T-550 (все медали в этом классе завоевали тогда поляки). Является также бронзовым медалистом чемпионата Европы 2006 года в классе S-550.
Является бронзовым медалистом чемпионата Польши 2006 года в классе S-550.